# 黒部川 (千葉県)
黒部川（くろべがわ）は、千葉県東部を流れる一級河川。利根川水系利根川の支流である。

## 地理
千葉県香取市と旭市に源を発し、香取市志高および香取市府馬や香取郡東庄町東和田からの支流を合わせ、北流し香取市小見川の市街地を流れる。小見川の市街地を過ぎ流れを東に転じ利根川に沿って東流し、東庄町新宿の黒部川水門で利根川に合流する。
かつては香取市小見川からそのまま北流し利根川に注いでいたが、現在の利根川に沿って東流する部分は、黒部川貯水池として黒部川水門とともに塩害や洪水を防ぐ役割を担っている。この黒部川貯水池では、カヌーやレガッタなどの水上スポーツが盛んで、毎年7月には香取市民レガッタ大会が開催されている。

## 支流
- 清水川
- 小堀川
- 玉川
- 桁沼川

## 橋梁
- 日之橋（千葉県道28号旭小見川線）
- 仲里橋
- 平成橋
- 昭和橋
- 上大橋
- 成田線
- 新田橋（千葉県道259号小見川停車場線）
- 仲橋
- 中央大橋（国道356号）
- 大橋
- 黒部大橋
- 笹川新橋（千葉県道266号旭笹川線）
- 菰敷橋
- 黒部川新橋（国道356号小見川東庄バイパス）
- 黒部川大橋（茨城県道・千葉県道260号谷原息栖東庄線）